# 日野康臣
日野 康臣（ひの やすおみ、1950年 - ）は日本の財務官僚。東京都出身。財務省理財局次長、国土交通省政策統括官などを歴任した。

## 来歴
1975年一橋大学経済学部卒業、大蔵省入省（銀行局総務課）。2006年国土交通省政策統括官。2007年財務省退官、国家公務員共済組合連合会常務理事。2009年国家公務員共済組合連合会専務理事。2012年NTTデータ常勤監査役。2021年瑞宝中綬章受章。

## 略歴
- 1975年3月：一橋大学経済学部卒業
- 1975年4月：大蔵省入省（銀行局総務課）
- 1980年7月：三条税務署長
- 1990年7月：大蔵省大臣官房企画官
- 1992年7月：関東信越国税局課税第一部長
- 1993年7月：大蔵省大臣官房企画官
- 1994年7月：内閣官房内閣審議官（内閣官房内閣外政審議室）
- 1996年7月：東京国税局課税第一部長
- 1997年7月：大蔵省造幣局東京支局長
- 1998年6月：金融監督庁長官官房参事官
- 1998年12月：金融再生委員会事務局総務課長
- 2001年7月：財務省大臣官房地方課長兼財務総合政策研究所次長
- 2002年7月：財務省大臣官房参事官
- 2003年7月：財務省理財局次長
- 2006年7月：国土交通省政策統括官
- 2007年7月：財務省大臣官房付、退官、国家公務員共済組合連合会常務理事
- 2009年7月：国家公務員共済組合連合会専務理事
- 2012年6月：NTTデータ常勤監査役
- 2021年4月：瑞宝中綬章受章

## 監修
- 『回答事例による不動産所得をめぐる税務 : 最新版』大蔵財務協会 1996年
- 『回答事例による資産税質疑応答集 平成9年版』大蔵財務協会 1997年